# Ruta 170 (Costa Rica)
La Ruta 170, oficialmente Ruta Nacional Secundaria 170, es una ruta nacional de Costa Rica ubicada en las provincias de Alajuela y Guanacaste.

## Descripción
En la provincia de Alajuela, la ruta atraviesa el cantón de Upala (el distrito de San José (Pizote)).
En la provincia de Guanacaste, la ruta atraviesa el cantón de La Cruz (el distrito de Santa Cecilia).